# Lachemilla domingensis
Lachemilla domingensis là loài thực vật có hoa trong họ Hoa hồng. Loài này được (Urb.) Rydb. mô tả khoa học đầu tiên năm 1908.